# Stella Maris Lanzani
Stella Maris Lanzani (Gerli, Buenos Aires, 2 de julio de 1948) es una actriz argentina de cine, teatro y televisión.

## Carrera
La mayoría de sus producciones fueron junto a su exesposo Hugo Moser y a Juan Carlos Mesa. Filmó un gran número de películas, hizo teatro cómico y participó en varios programas humorísticos y telenovelas.

## Filmografía
- La colimba no es la guerra (1972)
- La gran aventura (1974) ............. Angélica Robledo
- Carmiña: Su historia de amor (1975) ............. Monja
- Los médicos (1978)
- Fotógrafo de señoras (1978)
- La mamá de la novia (1978)
- Yo también tengo fiaca (1978)
- Encuentros muy cercanos con señoras de cualquier tipo (1978)
- No apto para menores (1979)
- La playa del amor  (1980) ................. Rosita
- La discoteca del amor (1980) ............... Francisca Luppo, alias Déborah
- ¿Los piolas no se casan? (1981) ........... Yolanda Piro
- Tres alegres fugitivos (1988)
- Adiós, abuelo (1996)

### Televisión
- 1957: Todo el año es navidad, con Raúl Rossi, Enrique Liporace, Gilda Lousek, Blanca del Prado y Claudia Ricci. Emitido por Canal 7.
- 1972: Me llaman Gorrión, en el papel de Rosalía, con Beatriz Taibo, Alberto Martín y Elizabeth Killian.
- 1972: Malevo, como Luciana
- 1972: La historia de Celia Piran.
- 1973: Humor a la italiana.
- 1973: ¡Qué vida de locos!, como Mabel, por Canal 9.
- 1975: No hace falta quererte, en la que encarnó a Elvira, protagonizada por Rodolfo Bebán, Gabriela Gili y Amalia Bernabé por Canal 9. 1975: Alta comedia.
- 1976: Cuentos para la noche, emitida por Canal 7.
- 1979/1980: Los hijos de López, con Leonor Benedetto y Santiago Bal.
- 1980: Los hermanos Torterolo con Gianni Lunadei,Gilda Lousek, Hugo Arana, Jorge Martínez, Perla Caron y Marcelo Marcote.
- 1980: Comedias para vivir
- 1980: Somos como somo o no somos?, con Luisina Brando, Ana María Cores y Adrián Ghío.
- 1982: La historieta, en el papel de Greta.
- 1983: Señorita maestra, en el rol de Fermina, junto a Cristina Lemercier y Jorge Barreiro.
- 1988: Stress, con Dorys del Valle y Emilio Disi
- 1990/1991: Detective de señoras como Marita, junto a Fernando Lúpiz y César Pierry.
- 1991: Las mellizas Rivarola.
- 1991: El teatro de Dario Vittori, unitario de Canal 13 acompañando a Darío Vittori.
- 1992: El precio del poder, como Oriana, junto a Rodolfo Bebán, Juan Darthés y Raúl Rizzo.
- 1994: Cien años de perdón, como Belinda, con Gianni Lunadei y Federico Luppi, y emitido por América 2.
- 2000: Primicias, interpreta a María Laura en la tira de Canal 13, protagonizada por Arturo Puig, Araceli González, Juan Darthés, María Valenzuela y Pablo Rago.
- 2005: Lo de Bilardo, como la profesora de yoga, Cecilia, emitido por América TV.[1]

En los últimos años apareció en programas televisivos como Más Viviana conducido por Viviana Canosa, Susana Giménez, AM, Infama y Bdv.

## Teatro
Ha hecho teatro en New York, Miami y Los Ángeles.
Algunas de sus obras fueron:
- Esta noche o nunca más (1975/1976) con Rodolfo Bebán y Gabriela Gili
- De sabios ...y de locos con Alfredo Duarte
- Soltero con dos viudas (2005)
- Yo adivino el parpadeo (2006) junto a Enzo Viena
- Acaloradas (2007)
- Passion (2011)

## Vida privada
Estuvo casada con el productor y empresario de televisión Pepe Parada, con quien se casó el 6 de diciembre de 1977. Posteriormente se casó con el director Hugo Moser con quien tuvo dos hijos: Víctor Hugo (1983-) y Nicolás (1984-). Luego de separarse de Moser salió frente a las cámaras, denunciándolo por agresiones físicas y verbales.

## Nominaciones
- Premios Estrella de Mar............ Mejor actuación femenina protagónica de comedia......... Passion........ Nominada.[3]

## Polémica
En el 2005, Lanzani sufrió un episodio muy vergonzoso tras ser despedida al aire de una obra teatral, luego de unos mediáticos enfrentamientos con Iliana Calabró. Esto se dio durante la emisión de Intrusos en el espectáculo cuando el conductor Jorge Rial le informó que Gerardo Sofovich la separaba del elenco, siendo reemplazada por Ana Acosta. Luego de esto Stella cayó en una profunda depresión, que superó con tratamientos y apoyo de su familia. En abril del 2012 logró ganarle el juicio que le realizó a Sofovich.